# Aittasaaret (ö i Södra Savolax)
Aittasaaret är en ö i Finland. Den ligger i sjön Paljavesi och i kommunen Sankt Michel i den ekonomiska regionen  S:t Michel och landskapet Södra Savolax, i den södra delen av landet, 200 km nordost om huvudstaden Helsingfors. Öns area är 2,3 hektar och dess största längd är 260 meter i nord-sydlig riktning.  Notera att namnet antyder att det är fråga om flera öar.